# Jona (boek)

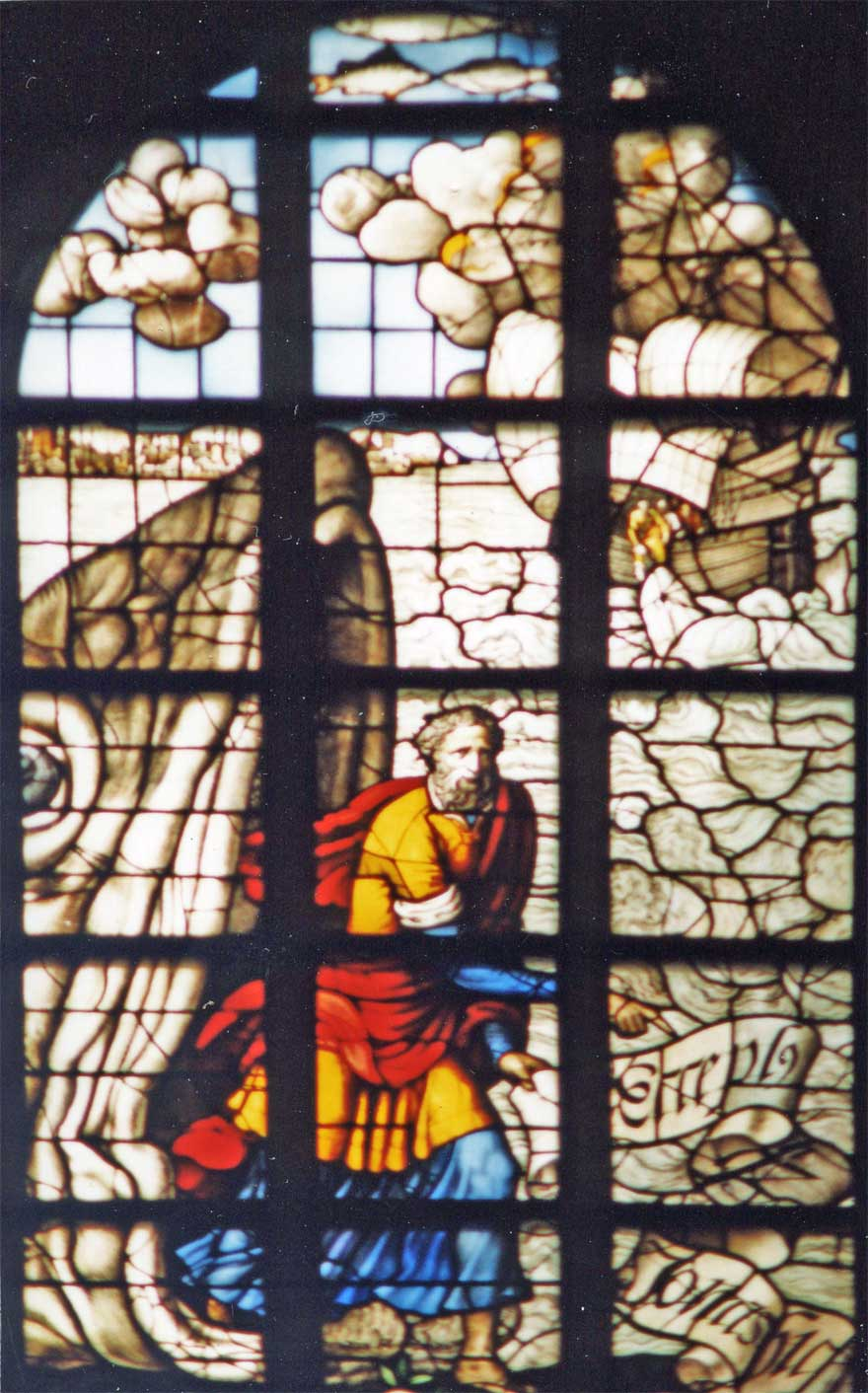
Jona en de walvis door Dirk Crabeth
(detail van glas 30 in de St. Janskerk te Gouda)

Het boek Jona (Hebreeuws: יוֹנָה, Yônā, "duif") of naar het Grieks ook Jonas is het 32e boek uit de Hebreeuwse Bijbel en het vijfde in de serie van twaalf kleine profeten. Het boek Jona is genoemd naar de hoofdpersoon, de profeet Jona. In afwijking van de overige kleine profeten is het geen profetie, maar een verhaal over Jona. Het verhaal komt ook in de Koran voor; hierin heet de profeet Yunus (Arabisch: يونس, Yūnus of يونان, Yūnān).
Omdat in 2 Koningen 14:25 eveneens een profeet Jona (zoon van Amittai uit Gath-Hefer) wordt genoemd, wordt het verhaal traditioneel in de achtste eeuw v.Chr. geplaatst, dat wil zeggen binnen de periode waarover het Bijbelboek Koningen handelt. Het boek zelf wordt over het algemeen later, ergens tussen de 5e en 3e eeuw v.Chr., gedateerd.

## Inhoud
Het boek Jona bestaat uit een aantal episodes en een psalm. De psalm (Jona 2:3-10) past wat de inhoud betreft niet bij het verhaal. Deze psalm is mogelijk ouder dan het boek zelf, hetgeen toevoeging bij latere redactie doet vermoeden.

### Jona en de vis (hoofdstuk 1)
God geeft Jona de opdracht om naar Nineve, destijds de hoofdstad van het Assyrische Rijk, te gaan. Jona moet ten gevolge van al het onrecht dat daar plaatsvindt tegen deze stad profeteren. In plaats van naar Nineve te reizen, vlucht Jona. Hij gaat in Jafo (tegenwoordig: Jaffa) aan boord van een schip dat naar Tarsis vaart (misschien Tarsus (Turkije) of Tartessos (Spanje)).
Laatstgenoemde stad ligt voorbij de Zuilen van Hercules. Wellicht hoopt Jona dat hij daar buiten de macht van God is.
Tijdens de tocht komt het schip in een hevige storm terecht. Jona zegt de zeelieden dat het zijn schuld is en dat ze hem in zee moeten gooien. Nadat zij dit doen, komt de storm inderdaad tot bedaren.
God laat Jona opslokken door een grote vis. Drie dagen en drie nachten verkeert hij in diens ingewanden. 

### Psalm (hoofdstuk 2)
Nog in de buik van de vis richt Jona zich tot God in een dankgebed. Daarin geeft hij te kennen dat God hem reeds bevrijd heeft uit zijn naar lichaam en ziel noodlottige situatie. Deze vorm van gebed vinden we terug in een aantal psalmen. Hierna belooft Jona de taak die God hem gaf te volvoeren, waarna de vis Jona op het droge spuwt.

### Nineve (hoofdstuk 3)
God geeft Jona opnieuw de opdracht naar Nineve te reizen en tegen de stad te profeteren. Dit keer doet Jona wat hem gezegd is: hij reist naar Nineve. Als hij de stad een eind ingetrokken is, begint hij met profeteren. Hij kondigt aan dat God de stad over 40 dagen zal vernietigen. Hierdoor komen de bewoners tot inkeer. Als God ziet dat de inwoners van Nineve hun leven beginnen te beteren, bedenkt Hij zich en spaart de stad.

### De wonderboom (hoofdstuk 4)
Jona had liever gezien dat Nineve vernietigd werd. Hij is kwaad omdat God de stad gespaard heeft. Daar was hij al bang voor geweest. Daarom was hij de eerste keer naar Tarsis gevlucht.
Jona heeft ondertussen de stad verlaten en is aan de oostkant van de stad gaan zitten. Hij wil vanaf die plek zien wat er met de stad gaat gebeuren. God laat daar een wonderboom groeien, zodat Jona in de schaduw kon zitten. Zo wilde God een eind maken aan Jona’s boosheid. Jona was heel blij met de plant, maar God laat die boom de volgende dag aanvreten door een worm. De worm begon van de plant te eten, en de plant ging dood. Middels die boom maakt God aan Jona duidelijk waarom de stad - en alle dieren daarin - gespaard moesten worden.

## Jona in het Nieuwe Testament

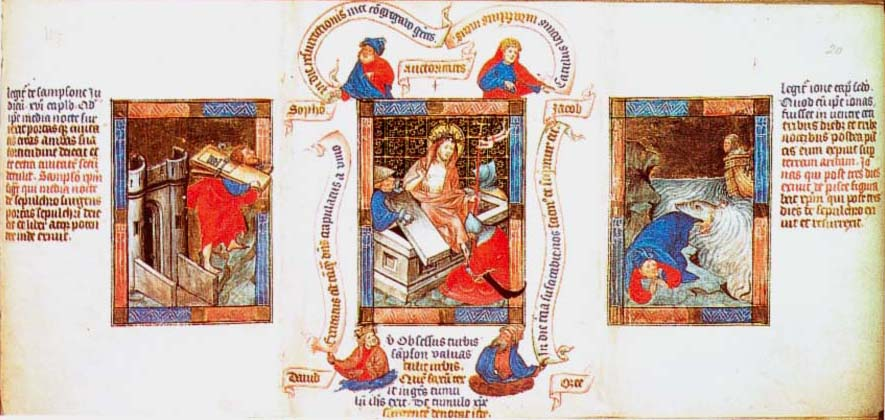
Jezus staat op uit het graf, naast Jona uitgespuugd op het strand

In het Nieuwe Testament wordt naar Jona verwezen met de uitdrukking "teken van Jona". Hiermee werd zijn verblijf in de grote vis gezien als een vooruitwijzing naar de drie dagen die Jezus in het graf zou verblijven voor zijn opstanding (Matteüs 12:39-41; 16:4). Ook werd een parallel gezien tussen Jona's en Jezus' prediking (Lucas 11:29,30,32).

## Trivia
- De Latijnse vertaling voor 'grote vis' is Cetus. Hiermee wordt tegenwoordig de walvis aangeduid. Of er in het verhaal sprake is van een walvis is onbekend. Een andere vertaling van Cetus is zeemonster.
- 'Jonassen' is een spel waarbij een kind aan zijn armen en benen heen en weer wordt gezwaaid, opgegooid en weer opgevangen, of in bed of in het water wordt gegooid. Het is afgeleid van het Bijbelverhaal waarin Jona door de opvarenden uit hun schip werd geslingerd, hoewel het Bijbelverhaal niet vertelt op welke manier dat gebeurde. Het heen en weer zwaaien gaat vergezeld van een kinderliedje, 'Jonas in de wallevis' of vergelijkbare woorden, dat ook wel wordt gezongen bij het touwtjespringen.[4][5]
- De snelgroeiende boom die in hoofdstuk 4 wordt genoemd en die in het Nederlands 'wonderboom' heet (Ricinus communis) is onder andere bekend als leverancier van de wonderolie. De boom heet niet zo omdat hij in het verhaal door een wonder groeide.
- Rudolf Tobias, een dirigent en componist uit Estland, schreef op een Duitse tekst het oratorium Des Jona Sendung ("De roeping van Jonas").
- Het kinderboek Spoorloos verdwenen van A.C.C. de Vletter (uitgeverij Kluitman) gaat over een dakloze vluchteling die Jonas heet. Deze vluchteling vindt onderdak in een nagebouwde walvis op een pretpark. Het boek lijkt enigszins geïnspireerd door het Bijbelverhaal, maar ieder verwijzing naar de Bijbelse profeet ontbreekt.